# Músculo diafragma
Na anatomia mamífera, o diafragma (em grego clássico: διάφραγμα; romaniz.: diáphragma – trad.: “divisória”) é um músculo estriado esquelético em forma de cúpula e cuja principal função é auxiliar nos movimentos de inspiração e de expiração (também é auxiliado pelos músculos intercostais e outros músculos acessórios); serve de fronteira entre a cavidade torácica e a abdominal; está coberto pelo peritônio em sua face inferior, e é adjacente à pleura parietal em sua face superior.

## Estrutura diafragmática
O diafragma possui tendões periféricos que se ligam anteriormente ao osso esterno ou ao processo xifóide do esterno; lateralmente às seis costelas inferiores (7ª, 8ª, 9ª e 10ª costelas, e ápices das 11ª e 12ª que são as costelas flutuantes) e às cartilagens costais correspondentes; e posteriormente às três vértebras lombares superiores.
Dos ligamentos periféricos saem feixes musculares que correm radialmente para unir-se no centro tendíneo. Os feixes musculares formam uma lâmina contínua, mas mesmo assim a musculatura do diafragma é dividida em três partes:
- a parte esternal, fixada na parte posterior do processo xifoide do esterno.
- a parte costal, cujos feixes se ligam às cartilagens costais inferiores e às costelas correspondentes. A lâmina muscular da parte costal se arruma de modo a mostrar um desenho "semiesférico" como uma concha, que forma as cúpulas diafragmáticas direita e esquerda.
- a parte lombar, que se liga às três vértebras lombares superiores, e forma os pilares diafragmáticos direito e esquerdo, que sobem para o centro tendíneo.

Superiormente ao diafragma, há os ligamentos frenopericárdicos, que ligam a base do pericárdio à face superior do diafragma. A cúpula diafragmática esquerda é ligeiramente mais rebaixada do que a direita, por conta do peso do coração.

### Hiatos diafragmáticos
Caso não houvesse aberturas no corpo do diafragma, o tórax seria totalmente isolado do abdómen. Contudo, existem algumas aberturas necessárias para permitir a passagem de certas estruturas, são chamados de hiatos diafragmáticos, são elas:
- o forame da veia cava inferior, que se localiza no centro tendíneo do diafragma.
- o hiato aórtico, estrutura que passa posteriormente ao ligamento arqueado mediano. Este hiato não chega a perfurar a musculatura do diafragma, e passa entre as vértebras torácicas inferiores e o diafragma.
- o hiato esofágico, geralmente localizado no pilar direito do diafragma. A musculatura que envolve o esófago, no trecho em que este corta o diafragma, forma um esfíncter que retém o suco gástrico no estômago.

## Movimentos diafragmáticos
Durante a inspiração, a cúpula diafragmática se contrai e desce, reduzindo a pressão intratorácica e comprimindo as vísceras abdominais. Esta manobra auxilia a entrada do ar nos pulmões e também a circulação sanguínea na veia cava inferior (que passa pelo forame da veia cava no diafragma). A descida do diafragma resulta também no aumento do diâmetro vertical do tórax.
Na expiração ocorre o processo inverso, o diafragma relaxa e sobe, aumentando a pressão intratorácica e expulsando o ar dos pulmões.
Seus movimentos são importantes para a tosse, espirros, parto e defecação. Além de poder determinar desordens respiratórias como o soluço — que consiste em espasmos involuntários do diafragma com consequente entrada rápida de ar nas vísceras respiratórias e fechamento espasmódico da glote (abertura da laringe), gerando o som característico.

## Distúrbios associados ao diafragma
As doenças respiratórias limitam seus movimentos, o que por sua vez reduz a capacidade ventilatória dos pulmões. As principais terapias fazem o enfermo reeducar o diafragma por meio de fisioterapia respiratória. Na ocorrência do estômago ou intestino penetrar através desses pontos de passagem, originam-se hérnias diafragmáticas.
As doenças que mais afetam ao diafragma são, a asma brônquica e o enfisema pulmonar.